# Balance de una madre
Balance de una madre: viviendo las secuelas de una tragedia (título original en inglés: A Mother's Reckoning: Living in the Aftermath of Tragedy) es un libro autobiográfico y biográfico escrito por la autora y activista estadounidense Sue Klebold, madre de Dylan Klebold, quien el 20 de abril de 1999, junto a su amigo Eric Harris, perpetró la Masacre de la Escuela Secundaria de Columbine. El libro detalla la infancia y la adolescencia de su hijo, y lo que ella dice, son señales de que nunca supo que su hijo Dylan sufría de depresión clínica. El libro también examina su proceso de duelo al lidiar con las consecuencias de la masacre.
En el prólogo del libro, el autor Andrew Solomon escribió: "El mensaje final de este libro es aterrador: es posible que [usted] no conozca a sus propios hijos y, lo que es peor, es posible que sus hijos no los conozcan. El extraño al que temes puede ser tu propio hijo o hija."
Sue Klebold donó todo el dinero recaudado en la venta del libro a obras benéficas y organizaciones que abogan por la salud mental.

## Sinopsis
El libro describe a Dylan Klebold desde que se convirtió en un adolescente y sus comportamientos en el tiempo previo a la masacre, así como el deseo de Sue Klebold de dejar la atención pública después de que ocurrió el tiroteo. Sue Klebold enfrentó actitudes negativas hacia su persona y enfrentó tensiones en su propia familia. Ella no creyó que Dylan participara voluntariamente en el ataque hasta que vio las cintas de video que hizo éste con Eric Harris. Finalmente, decidió promover la prevención del suicidio. Como señala la crítica Rachel Shteir, el libro "evita los detalles del ataque". El libro también describe las diversas controversias relacionadas con los medios, incluido el acoso, la imitación (copycat) y el efecto de la violencia en la cultura estadounidense. Sue Klebold a menudo afirma que su hijo era depresivo en lugar de psicópata y que, en comparación con Eric Harris, Dylan Klebold permitió que algunas víctimas huyeran, además de matar a menos personas que Harris.

## Crítica
Meghan O'Rourke de The Guardian escribió que el libro es "convincente como una memoria de duelo" y que "leerlo es inolvidablemente sentirse atraído por la devastación que soportó." O'Rourke expresó su creencia de que el aspecto "más inquietante" del libro es su incapacidad para responder preguntas sobre por qué Dylan Klebold hizo lo que hizo.
Barbara Ellen de The Observer argumentó que era un "libro valiente, triste y autodestructivo", y que Sue Klebold nunca trató de "excusar los crímenes de su hijo". Según Ellen, a las víctimas puede que no les guste la racionalización de Sue Klebold de que Dylan Klebold no mató a tantas personas como Eric Harris. También señaló que Sue Klebold se centra en la salud mental y "a pesar de estar en contra de las armas, es frustrante que no se comprometa con las leyes estadounidenses sobre las mismas."
Susan Dominus de The New York Times escribió que "el propósito final del libro es servir como una advertencia, no como una exoneración", y además argumentó que el libro estaba destinado a los padres de las víctimas fallecidas. Según Carlos Lozada de The Washington Post, el libro muestra las posibles "señales de advertencia" que Sue Klebold pasó por alto, así como "una disculpa a los seres queridos de las víctimas." Rachel Shteir de The Boston Globe argumentó que el libro podría haber dado más información sobre las características de Dylan, y llegó a la conclusión de que en A Mother's Reckoning "hay mucho más sufrimiento que comprensión. Aun así, hay algo de consuelo al ver la crónica de esta madre, como insta a hacerlo Salomón, como "una narrativa de aceptación'".